# 繁峙站
繁峙站位于中华人民共和国山西省忻州市繁峙县杏园乡，是京原铁路上的火车站，建于1971年，由中国铁路太原局集团管辖。

## 車站周邊
- 繁峙县杏园中学
- 繁峙县公安局杏园派出所
- 杏园乡政府
- 农村商业银行杏园支行

## 歷史
- 建于1971年。
- 2011年7月1日新站房启用。